# WrestleMania X8
WrestleMania X8 è stata la diciottesima edizione dell'omonimo pay-per-view prodotto dalla World Wrestling Federation. L'evento si è svolto il 17 marzo 2002 presso lo SkyDome di Toronto. L'evento è stato commercializzato come ultima edizione sotto il marchio WWF. La tagline dell'evento è stata "The One and Only", le theme song, invece, Superstar dei Saliva e Tear Away dei Drowning Pool.

## Storyline
Il 17 febbraio, a No Way Out, Kurt Angle sconfisse Triple H grazie all'aiuto di Stephanie McMahon, arbitro speciale dell'incontro, diventando così lo sfidante all'Undisputed WWF Championship per WrestleMania X8 al posto dello stesso Triple H, il quale aveva ottenuto tale nomina dopo aver vinto il Royal Rumble match dell'omonimo evento. Nella puntata di Raw del 18 febbraio il co-proprietario della World Wrestling Federation, Ric Flair, concesse tuttavia a Triple H una rivincita per la sera stessa, con Stephanie bandita da bordo ring, dove quest'ultimo sconfisse poi Angle per riconquistare lo status di contendente n°1 dell'Undisputed WWF Champion Chris Jericho. Un match tra Jericho e Triple H con in palio il titolo fu quindi sancito per WrestleMania X8.
A No Way Out, dopo che aveva sconfitto The Undertaker, The Rock ebbe un'accesa discussione nel backstage con l'nWo (Hollywood Hulk Hogan, Kevin Nash e Scott Hall), con Hogan che lo insultò pesantemente una volta finito il litigio. Nella puntata di Raw del 18 febbraio The Rock interruppe un promo di Hogan e lo sfidò ad un match per WrestleMania X8 tra il tripudio generale del pubblico; con Hogan stesso che accettò, salvo poi venir colpito da una Rock Bottom di The Rock.
A No Way Out, Chris Jericho difese con successo l'Undisputed WWF Championship contro Steve Austin grazie all'intervento dell'nWo (Hollywood Hulk Hogan, Kevin Nash e Scott Hall), i quali attaccarono Austin anche a match terminato. Nella puntata di SmackDown del 21 febbraio Austin si vendicò, attaccando brutalmente Hall con un tubo di piombo e tormentando psicologicamente sia Hogan che Nash. Nella puntata di Raw del 25 febbraio Hall sfidò Austin ad un match per WrestleMania X8, con quest'ultimo che poi accettò.
Nella puntata di Raw dell'11 febbraio il co-proprietario della World Wrestling Federation, Ric Flair, redarguì pesantemente The Undertaker dopo che questi aveva brutalmente assalito The Rock nel parcheggio dell'arena, colpendolo prima con una Chokeslam e poi con un Tombstone Piledriver sul tetto di una limousine. A No Way Out, The Rock sconfisse The Undertaker grazie all'intervento di Flair, il quale colpì il secondo con un tubo d'acciaio. Nella puntata di Raw del 18 febbraio The Undertaker sfidò Flair ad un match per WrestleMania X8, ma questi si rifiutò poiché non si riteneva più un wrestler a tempo pieno (kayfabe). Nelle puntate di Raw del 25 febbraio e 4 marzo The Undertaker attaccò prima Arn Anderson, amico di lunga data di Flair, e poi suo figlio, David Flair, il quale si trovava nello spogliatoio di una palestra, per ottenere il suo match a WrestleMania X8. Nella puntata di SmackDown del 7 marzo, al cospetto di tali azioni, Flair attaccò The Undertaker per poi accettare la sua sfida per WrestleMania X8, trasformando poi l'incontro in un No Disqualification match.
Nella puntata di Raw del 25 febbraio Rob Van Dam vinse un triple threat match che comprendeva anche Big Show e Lance Storm, diventando così il contendente n°1 dell'Intercontinental Champion William Regal. Un match tra Regal e Van Dam con in palio l'Intercontinental Championship fu poi annunciato per WrestleMania X8.
A No Way Out, gli APA (Bradshaw e Faarooq) vinsero un tag team turmoil match dopo aver eliminato per ultimi Billy e Chuck, diventando così i contendenti n°1 al WWF Tag Team Championship per WrestleMania X8. Nella puntata di SmackDown del 21 febbraio Billy e Chuck sconfissero tuttavia Tazz e Spike Dudley, conquistando così il WWF Tag Team Championship per la prima volta. Un match per i titoli di coppia tra Billy e Chuck e gli APA fu quindi sancito per WrestleMania X8. Successivamente, qualche giorno dopo, anche i Dudley Boyz (Bubba Ray Dudley e D-Von Dudley) e gli Hardy Boyz (Jeff Hardy e Matt Hardy) vennero aggiunti a tale incontro, trasformandolo in un Four Corners Elimination match per il WWF Tag Team Championship.
Nella puntata di SmackDown del 21 febbraio Kane rispose alla Open Challenge di Kurt Angle ma, poco dopo, l'incontro terminò con la vittoria per squalifica dello stesso Kane a causa della brutalità di Angle, il quale lo colpì con una sedia per poi scaraventarlo attraverso un tavolo dei commentatori con un german suplex. Nella puntata di Raw del 25 febbraio Kane interferì durante il match tra Angle e l'Undisputed WWF Champion Chris Jericho, distraendo il primo e causandone la sconfitta. Nella puntata di SmackDown del 7 marzo Angle attaccò brutalmente Kane nel parcheggio dell'arena, colpendolo poi al volto con una sedia. Nella puntata di Raw dell'11 marzo Angle sfidò Kane ad un match per WrestleMania X8, con quest'ultimo che accettò.
Nella puntata di SmackDown del 28 febbraio Edge rubò a Booker T la parte da protagonista in uno spot pubblicitario inerente ad uno shampoo giapponese (kayfabe), facendolo arrabbiare. Nella puntata di Raw dell'11 marzo, dopo un ulteriore confronto tra i due, Edge sfidò Booker ad un match per WrestleMania X8 e quest'ultimo accettò.
Nella puntata di SmackDown del 28 febbraio Maven difese con successo l'Hardcore Championship contro Goldust; poco dopo, più avanti nella serata, lo stesso Goldust conquistò tuttavia il titolo per la prima volta dopo aver schienato Maven nel backstage dell'arena. Dopo che Goldust aveva perso il titolo contro Al Snow nella puntata di Raw dell'11 marzo, Maven lo riconquistò per la seconda volta nella successiva puntata di SmackDown del 14 marzo, schienando Snow prima dello stesso Goldust. Un Hardcore match tra Maven e Goldust con in palio l'Hardcore Championship fu poi annunciato per WrestleMania X8.
Nella puntata di SmackDown del 31 gennaio Diamond Dallas Page sconfisse Christian, conquistando così l'European Championship per la prima volta. Nonostante lo avesse sconfitto per conquistare il titolo, Page si alleò con Christian diventando il suo "motivatore personale" durante i suoi incontri che, però, iniziarono a concludersi sempre con delle sconfitte. Nella puntata di Raw dell'11 marzo Christian sconfisse Billy per porre fine alla propria striscia di sconfitte grazie all'aiuto di Page ma, poco dopo, attaccò brutalmente il suo "motivatore" e confermò il suo status da heel. Nella puntata di SmackDown del 14 marzo, dopo che aveva dichiarato di non aver bisogno di alcun aiuto, Christian sfidò Page ad un match per WrestleMania X8 con in palio l'European Championship e quest'ultimo accettò.
Nella puntata di Raw del 4 febbraio Jazz sconfisse Trish Stratus, conquistando così il Women's Championship per la prima volta. Nella puntata di Raw del 4 marzo Jazz difese con successo il titolo contro la Stratus dopo che quest'ultima si era fatta squalificare. Un match tra le due con in palio il titolo fu quindi sancito per WrestleMania X8. Nella puntata di SmackDown del 14 marzo, dopo che aveva riportato una serie di vittorie contro le due contendenti al titolo, Lita venne aggiunta all'incontro di WrestleMania X8 tra Jazz e la Stratus, trasformandolo in un triple threat match per il Women's Championship.

## Evento
Prima della messa in onda dell'evento, Albert, Rikishi e Scotty 2 Hotty sconfissero Mr. Perfect, Lance Storm e Test in un six-man tag team match, con Jacqueline come arbitro speciale, a Sunday Night Heat. I primi tre vinsero il match dopo l'esecuzione di un Banzai Drop da parte di Rikishi ai danni di Mr. Perfect.

### Match preliminari
L'evento si aprì con l'esibizione dal vivo dei Saliva, che cantarono il loro singolo "Superstar".
Il primo match della serata fu quello valevole per il WWF Intercontinental Championship tra il campione William Regal e lo sfidante Rob Van Dam. Durante il match, Regal cercò per ben due volte di colpire Van Dam con la sua Power of the Punch utilizzando un tirapugni, ma in entrambe le occasioni quest'ultimo contrattaccò. Van Dam effettuò, poi, una Five-Star Frog Splash su Regal per vincere il match e conquistare per la prima volta tale titolo.
Il match successivo fu quello valevole per il WWF European Championship tra il campione Diamond Dallas Page e lo sfidante Christian. Christian eseguì un neckbreaker su Page, ma ottenne solamente un conto di due. Page effettuò, poi, un roll-up per schienare Christian, ma quest'ultimo si liberò al conto di due. Nel finale, DDP sconfisse Christian dopo l'esecuzione di una Diamond Cutter, mantenendo il titolo.
Il terzo incontro fu l'Hardcore match valevole per il WWF Hardcore Championship tra il campione Maven e lo sfidante Goldust. Il match terminò quando entrambi rimasero a terra dopo che si colpirono a vicenda con dei coperchi dei bidoni della spazzatura. In seguito, Spike Dudley si presentò sul ring e schienò Maven per vincere il titolo (secondo la regola 24/7 vigente sul WWF Hardcore Championship, Spike diventò il nuovo campione ufficiale). Successivamente, Goldust, Maven e Crash Holly inseguirono Spike attraverso il pubblico presente all'interno dello stadio. Dopo che i Drowning Pool cantarono dal vivo "Tear Away", Spike riuscì a sfuggire a Holly lanciandolo contro una porta del backstage. Tuttavia, The Hurricane sorprese Spike colpendolo con un superkick per schienarlo e vincere l'Hardcore Championship.
Il match che seguì fu quello tra Kane e Kurt Angle. Durante il match, Angle colpì Kane con una flying clothesline. In confidenza con quanto appena fatto, Angle riprovò a colpire Kane con la medesima mossa, ma quest'ultimo contrattaccò eseguendo una clothesline ai danni di Angle. Kane tentò, in seguito, un Tombstone Piledriver, ma Angle lo afferrò per la maschera per liberarsi dalla morsa del Big Red Monster per poi atterrarlo con una Angle Slam. Angle applicò, poi, la Ankle Lock su Kane, ma quest'ultimo uscì dalla presa dopo aver toccato le corde del ring. Nonostante Kane avesse toccato le corde, l'Olympic Hero gli tenne bloccato un piede, ma Kane riuscì a liberarsi eseguendo un enzuigiri con il piede libero. Successivamente, Angle sventò un attacco aereo di Kane atterrandolo con un belly to belly suplex dalla terza corda del ring. Nel finale, Angle rovesciò un tentativo di chokeslam da parte di Kane e lo schienò con un roll-up facendo illegalmente leva sulle corde per vincere il match.

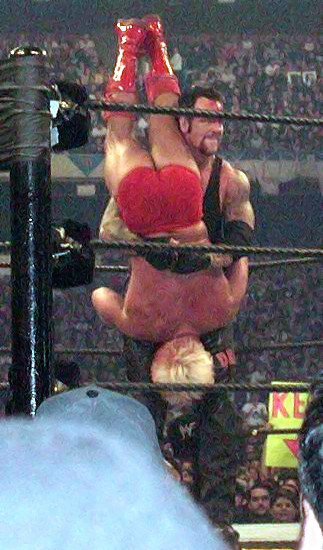
The Undertaker esegue il Tombstone Piledriver su Ric Flair.

Il quinto incontro della serata fu il No Disqualification match tra The Undertaker e Ric Flair. Il match iniziò con una rissa tra i due all'esterno del ring, dove The Undertaker lanciò Flair contro il paletto del quadrato. Ritornati sul ring, The Undertaker tentò una Old School, ma Flair contrattaccò facendolo cadere. Flair applicò, poi, la figure-four leglock ai danni dell'American Badass, ma quest'ultimo riuscì a liberarsi dalla presa eseguendo una chokeslam sul Nature Boy. In seguito, Arn Anderson interferì in favore di Flair effettuando una Spinebuster su The Undertaker, ma Flair ottenne solo un conto di due. The Undertaker applicò una dragon sleeper ai danni di Anderson, ma Flair interruppe l'American Badass colpendolo con una sedia d'acciaio. The Undertaker si riprese e sventò un altro colpo di sedia da parte di Flair colpendo quest'ultimo con un big boot per poi tentare una Last Ride, ma il tentativo fallì a causa della stanchezza accusata dallo stesso The Undertaker. Nonostante fu esausto, The Undertaker eseguì un Tombstone Piledriver su Flair per vincere il match e per portare la sua Streak sul 10-0.
Il match successivo fu tra Edge e Booker T. Il match iniziò con Booker in controllo della contesa. Edge si riprese ed effettuò una Hurricanrana su Booker, per evitare un attacco dalla terza corda del ring di quest'ultimo, per poi colpirlo con uno spinning heel kick dalla corda più alta. Booker eseguì, poi, un Scissors Kick ai danni di Edge, ma ottenne solamente un conto di due. Edge rispose, in seguito, con una Spear su Booker, ma ottenne solo un conto di due. Dopo aver effettuato una versione personale dello Spinaroonie di Booker T, Edge evitò un superkick di Booker per poi eseguire su di lui una Edgecution per schienarlo e vincere il match.
Dopodiché, nel backstage, Jonathan Coachman intervistò The Hurricane riguardo alla vittoria dell'Hardcore Championship, ma Mighty Molly apparì e colpì The Hurricane alla nuca con una pentola per friggere per poi schienarlo e conquistare il titolo.
Il settimo match fu tra Steve Austin e Scott Hall (con Kevin Nash). Essendo Nash all'angolo di Hall, Austin dovette fare attenzione ad entrambi. Il lavoro di squadra da parte dei due membri della nWo permise a Hall di lanciare Austin con un Irish Whip contro un tenditore delle corde esposto. Austin riuscì, poi, ad eseguire una Stunner su Hall, ma Nash fermò il conteggio trascinando l'arbitro fuori dal ring per poi attaccare Austin. In seguito, Austin effettuò una Stunner sia su Hall che su Nash, ma quest'ultimo si riprese e fermò ancora il conteggio colpendo con una gomitata un secondo arbitro, accorso in sostituzione di quello originale. Hall ne approfittò per tentare una Razor's Edge ai danni di Austin, ma il "Texas Rattlesnake" contrattaccò con un back body drop facendo cadere Hall all'esterno del quadrato. Contemporaneamente, la sicurezza intervenne per portare Nash nel backstage. Hall eseguì una Stunner ai danni di Austin, ma ottenne solamente un conto di due. Nel finale, Austin colpì Hall con due Stunner per schienarlo e vincere il match.
L'incontro che seguì fu il Four Corners Elimination match valevole per il WWF Tag Team Championship tra la coppia campione Billy e Chuck, gli APA (Bradshaw e Faarooq), i Dudley Boyz (Bubba Ray Dudley e D-Von Dudley) (con Stacy Keibler) e gli Hardy Boyz (Matt Hardy e Jeff Hardy). I primi ad essere eliminati furono gli APA dopo l'esecuzione di una 3D da parte dei Dudley Boyz ai danni di Bradshaw, il quale venne schienato ed eliminato da D-Von. I Dudley Boyz piazzarono, poi, un tavolo all'esterno del ring. Successivamente, Stacy Keibler (valletta dei Dudley Boyz) tentò di distrarre Jeff Hardy mostrandogli il proprio perizoma, ma quest'ultimo la sculacciò e la baciò per poi spingerla giù dall'apron ring. I Dudley Boyz cercarono, in seguito, di eseguire un Whassup headbutt dalla terza corda del quadrato, ma Billy anticipò D-Von buttandolo all'esterno del ring e quest'ultimo andò ad impattare contro il tavolo, piazzato in precedenza dagli stessi Dudleys, mandandolo in frantumi. Matt Hardy eseguì, poi, una Twist of Fate, seguita da una Swanton Bomb di Jeff, su Bubba Ray per schienarlo ed eliminare di conseguenza i Dudley Boyz. Nel finale, Billy colpì Jeff al volto con una cintura dei titoli di coppia e Chuck ne approfittò per schienare Jeff e mantenere il WWF Tag Team Championship.
In seguito, nel backstage, Mighty Molly corse per scappare dallo stadio con l'Hardcore Championship appena conquistato, ma Christian aprì una porta e centrò in pieno Molly lasciandola a terra esanime. Christian approfittò della situazione e schienò Molly per conquistare l'Hardcore Championship.

### Match principali

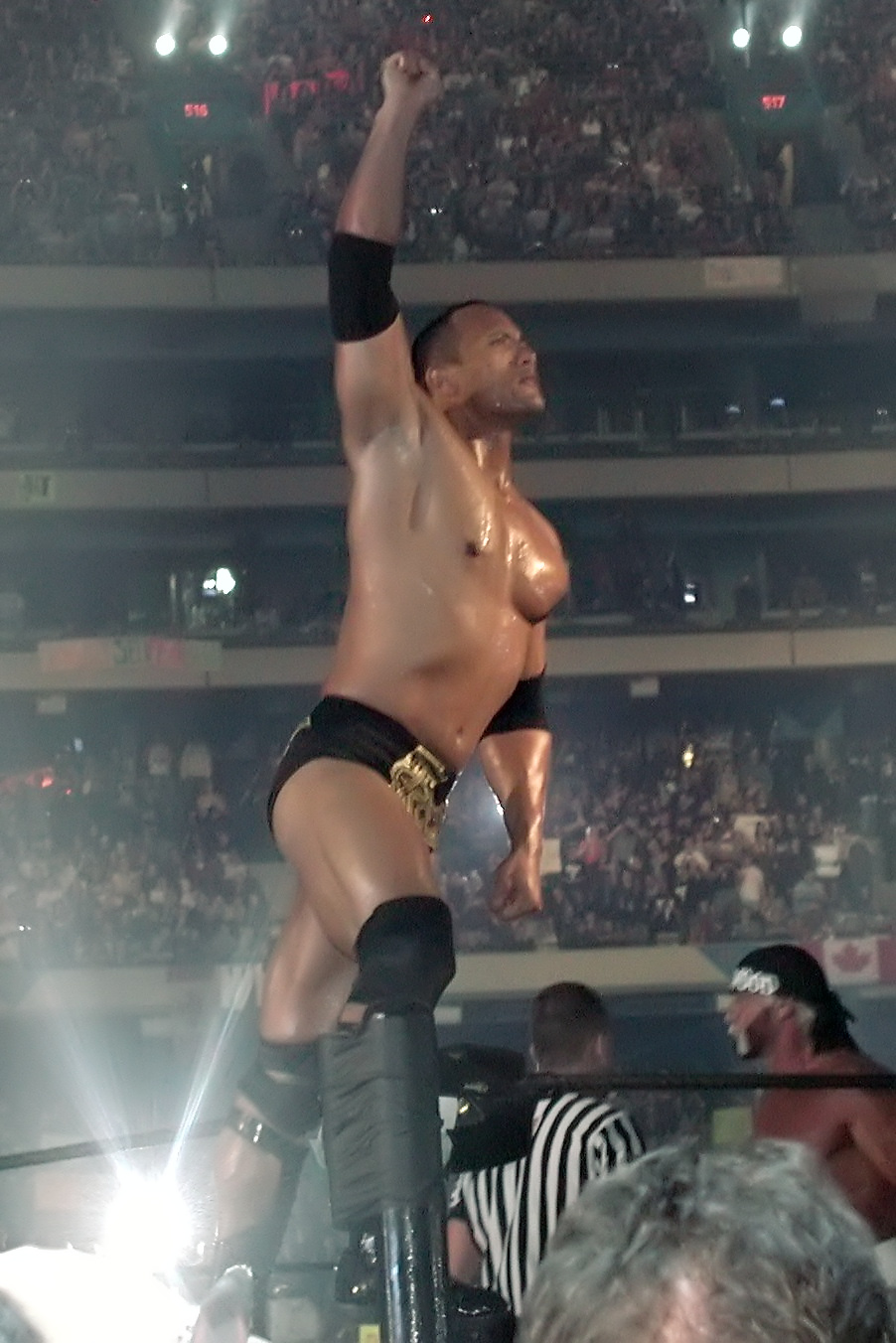
The Rock posa verso il pubblico prima del suo match contro Hollywood Hulk Hogan (a destra).

Il nono match della serata fu l'atteso scontro tra The Rock e Hollywood Hulk Hogan. Nonostante The Rock fosse un face e Hogan fosse un heel, il pubblico canadese presente nello stadio iniziò a tifare molto di più per quest'ultimo. Durante il match, The Rock applicò la Sharpshooter su Hogan, che cedette alla presa, ma poiché l'arbitro fu messo accidentalmente KO pochi istanti prima dallo stesso The Rock, egli non poté vedere. Dato ciò, The Rock lasciò la presa per sincerarsi delle condizioni dell'arbitro, ma Hogan lo colpì prima con un low-blow e poi con una Rock Bottom. Nonostante l'arbitro si riprese, Hogan ottenne solamente un conto di due. In seguito, i due eseguirono le loro rispettive mosse finali per colpirsi a vicenda (The Rock eseguì la Rock Bottom, mentre Hogan il leg drop), ma entrambi si liberarono dallo schienamento al conto di due. Dopo aver effettuato ancora due Rock Bottom e un People's Elbow, The Rock schienò Hogan per vincere il match. Al termine del match, entrambi si strinsero la mano in segno di reciproco rispetto. Nel momento in cui The Rock stava lasciando il ring, Kevin Nash e Scott Hall si presentarono per attaccare Hogan sancendo, di fatto, l'uscita definitiva di quest'ultimo dalla nWo. The Rock rientrò, poi, nel quadrato per salvare Hogan da ulteriori attacchi da parte di Hall e Nash e li scacciò. In segno di rispetto, The Rock convinse Hogan a rimanere un attimo all'interno del ring per rivolgere al pubblico le sue caratteristiche pose e, dato ciò, Hogan effettuò un turn face per la prima volta dal 1996.
L'incontro successivo fu il triple threat match valevole per il WWF Women's Championship tra la campionessa Jazz e le sfidanti Trish Stratus e Lita. Vicino alla fine del match, Trish tentò di eseguire una Stratusfaction su Lita, ma quest'ultima contrattaccò lanciando Trish all'esterno del ring. Nel finale, Jazz effettuò un fisherman suplex ai danni di Lita per vincere il match e mantenere il titolo femminile.
Successivamente, nel parcheggio coperto dello SkyDome, Christian cercò di lasciare l'impianto utilizzando un taxi, ma prima di salirci sopra fu sorpreso da Maven, che lo schienò con un roll-up per riconquistare l'Hardcore Championship. Maven salì immediatamente sul taxi al posto di Christian e lasciò, dunque, lo stadio con il titolo.

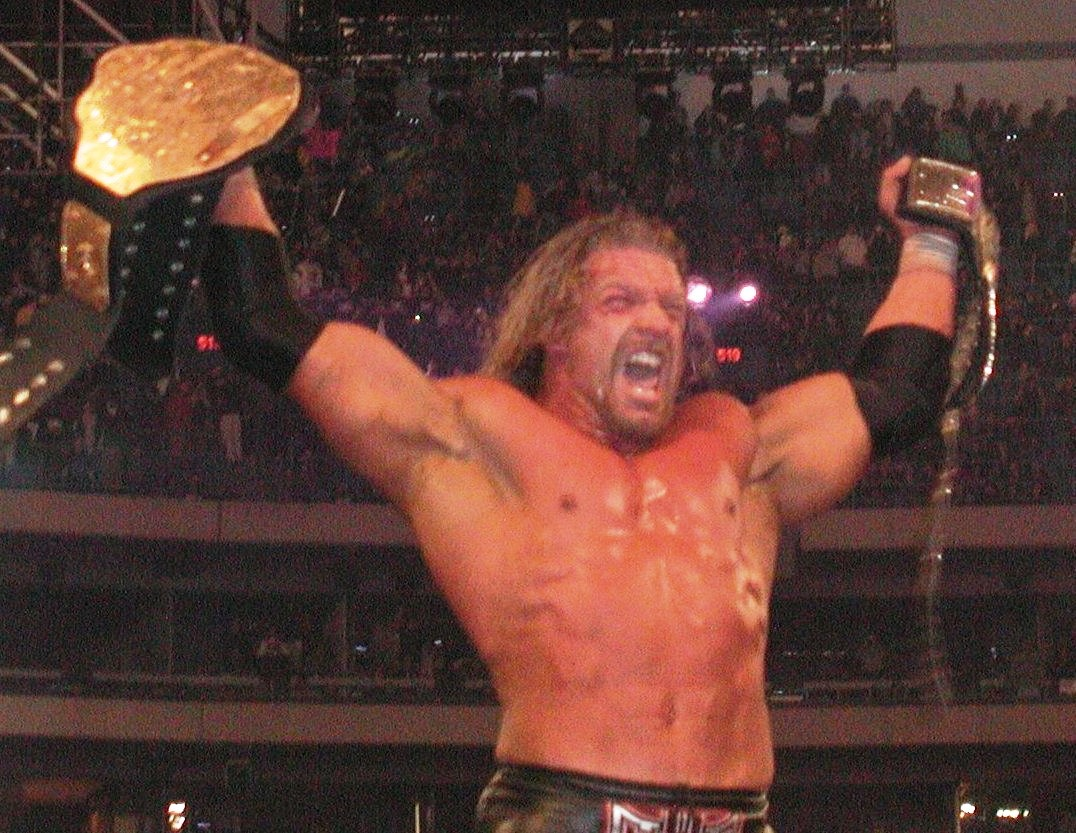
Triple H con l'Undisputed WWF Championship dopo aver sconfitto Chris Jericho.

Il main event dell'evento fu il match valevole per l'Undisputed WWF Championship tra il campione in carica Chris Jericho (con Stephanie McMahon) e lo sfidante Triple H. Dato che Triple H ebbe la gamba sinistra bendata, durante il corso del match, sia Jericho che Stephanie diedero numerosi colpi alla suddetta gamba. Triple H riuscì, poi, ad evitare un attacco di Jericho e quest'ultimo finì addosso a Stephanie, la quale cadde all'esterno del ring. In seguito, i due si spostarono fuori dal quadrato e Triple H tentò di eseguire la Pedigree su Jericho attraverso il tavolo dei commentatori, ma "Y2J" contrattaccò con un back body drop gettando "The Game" attraverso l'altro tavolo dei commentatori, posto di fianco, mandandolo in frantumi. Jericho intrappolò, in seguito, Triple H nella Walls of Jericho, ma quest'ultimo si liberò afferrando le corde del ring. Stephanie cercò, poi, di colpire Triple H con una sedia d'acciaio, ma l'arbitro la fermò. Data la distrazione del direttore di gara, Jericho provò a colpire Triple H con la sedia, ma "The Game" rovesciò il tentativo di "Y2J" eseguendo una DDT sulla sedia. Triple H effettuò, poi, la Pedigree ai danni di Stephanie e, mentre l'arbitro si sincerava delle condizioni di quest'ultima, Jericho ne approfittò e colpì Triple H in volto con la sedia, ma ottenne solamente un conto di due. Jericho tentò di eseguire la Pedigree sullo stesso Triple H, ma "The Game" rovesciò il tutto lanciando il campione all'angolo con un catapult. Jericho riuscì ad attaccarsi alle corde dell'angolo per evitare l'impatto contro il tenditore delle corde e, nel tentativo di atterrare Triple H con un attacco aereo, quest'ultimo contrattaccò colpendo Jericho con un calcio allo stomaco per poi eseguire la Pedigree per schienarlo e vincere il titolo.

## Risultati
| #    | Incontri                                                                                      | Stipulazioni                                                         | Durata |
| ---- | --------------------------------------------------------------------------------------------- | -------------------------------------------------------------------- | ------ |
| Heat | Albert, Rikishi e Scotty 2 Hotty hanno sconfitto Lance Storm, Mr. Perfect e Test              | Six-man tag team match con Jacqueline come arbitro speciale          | 03:06  |
| 1    | Rob Van Dam ha sconfitto William Regal (c)                                                    | Single match per il WWF Intercontinental Championship                | 06:19  |
| 2    | Diamond Dallas Page (c) ha sconfitto Christian                                                | Single match per il WWF European Championship                        | 06:08  |
| 3    | Maven (c) vs. Goldust è terminato in no-contest                                               | Hardcore match per il WWF Hardcore Championship                      | 03:17  |
| 4    | Kurt Angle ha sconfitto Kane                                                                  | Single match                                                         | 10:45  |
| 5    | The Undertaker ha sconfitto Ric Flair                                                         | No holds barred match                                                | 18:47  |
| 6    | Edge ha sconfitto Booker T                                                                    | Single match                                                         | 06:32  |
| 7    | Steve Austin ha sconfitto Scott Hall (con Kevin Nash)                                         | Single match                                                         | 09:51  |
| 8    | Billy Gunn e Chuck Palumbo (c) hanno sconfitto The Acolytes, The Dudley Boyz e The Hardy Boyz | Four-way tag team elimination match per il WWF Tag Team Championship | 13:50  |
| 9    | The Rock ha sconfitto Hulk Hogan                                                              | Single match                                                         | 16:23  |
| 10   | Jazz (c) ha sconfitto Lita e Trish Stratus                                                    | Triple threat match per il WWF Women's Championship                  | 06:16  |
| 11   | Triple H ha sconfitto Chris Jericho (c) (con Stephanie McMahon)                               | Single match per l'Undisputed WWF Championship                       | 18:40  |

## Conseguenze
La faida fra Triple H e Chris Jericho andrà a finire a favore del primo: a Judgment Day, "The Game" batterà Jericho in un Hell in a Cell Match.
Hollywood Hogan ritornerà a vestire i panni di Hulk Hogan con i quali vincerà il WWE Undisputed Championship a Backlash affrontando Triple H. Successivamente, il titolo verrà da lui perso a WWE Judgment Day 2002 contro The Undertaker.
Maven perderà il WWE Hardcore Championship il 28 marzo 2002 in un Hardcore Match contro Raven che vincerà per la dodicesima volta quella cintura.
Rob Van Dam perderà il WWE Intercontinental Championship il 21 aprile 2002 contro Eddie Guerrero. RVD poi tenterà, senza successo, di riconquistare la cintura a Judgment Day.
Il 19 maggio 2002, Billy e Chuck perderanno i World Tag Team Championship contro Rico e Rikishi. Essi riconquisteranno i titoli il 4 giugno 2002.
Trish Stratus rivincerà il WWE Women's Championship il 13 maggio 2002 a Toronto in un tag team match in coppia con Bubba Ray Dudley sconfiggendo Jazz e Steven Richards.
DDP perderà il WWE European Championship il 19 marzo 2002 contro William Regal in un'edizione di SmackDown!.